# Karel Čapek

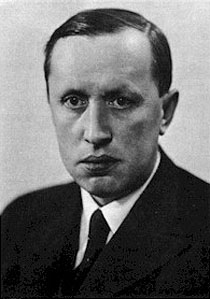
Karel Čapek (um 1936)

Karel Čapek [ˈtʃapɛk] (* 9. Januar 1890 in Malé Svatoňovice, Österreich-Ungarn; † 25. Dezember 1938 in Prag, Tschechoslowakei) war ein tschechischer Schriftsteller, Übersetzer, Journalist und Fotograf. Er gilt als einer der wichtigsten Autoren der tschechischen Literatur des 20. Jahrhunderts. Das internationale Wort Roboter geht auf sein Schauspiel R.U.R. zurück.

## Leben
Karel Čapek war der Sohn des Landarztes Antonín Čapek. Er wuchs mit seinen älteren Geschwistern Helena und Josef in Eipel auf. Anschließend besuchte er Gymnasien in Königgrätz, Brünn und Prag. Von 1909 bis 1915 studierte er an der Philosophischen Fakultät der Prager Karls-Universität, dazwischen auch an der Berliner Universität und zusammen mit seinem Bruder, dem Maler Josef Čapek, in Frankreich. Rasch wurden die Brüder Čapek Teil des vibrierenden kulturellen Lebens von Paris. Karel Čapeks Schriften waren provokativ und er kleidete sich exzentrisch. Ab seinem 21. Lebensjahr litt Čapek an der Bechterewschen Krankheit, weshalb ihn zeitlebens chronische Schmerzen plagten. Aufgrund seiner Krankheit wurde er im Ersten Weltkrieg nicht eingezogen.
1915 wurde Čapek zum Dr. phil. promoviert. Er arbeitete zunächst in der Akademiebibliothek als Bibliothekar und 1916/1917 als Erzieher beim Grafen Prokop Lažanský auf Schloss Chyše.
Ab 1917 wirkte Čapek als Journalist, zunächst bis 1920 bei den Národní listy, danach war er Redakteur der Lidové noviny. Daneben war er von 1921 bis 1923 Dramaturg und Regisseur am Prager Theater in den Weinbergen. Er gilt als der Hauptinitiator des Stammtisches Pátečníci, der Freitagsrunde, die sich ab 1925 meist in seiner Wohnung traf und der neben den Gebrüdern Čapek und weiteren Intellektuellen auch der tschechoslowakische Präsident Tomáš Garrigue Masaryk angehörte. Von 1925 bis 1933 gehörte Karel Čapek dem tschechoslowakischen PEN-Klub an. 1923 bereiste er Italien, 1924 England, 1929 Spanien, 1931 Holland, 1936 Dänemark, Schweden und Norwegen.

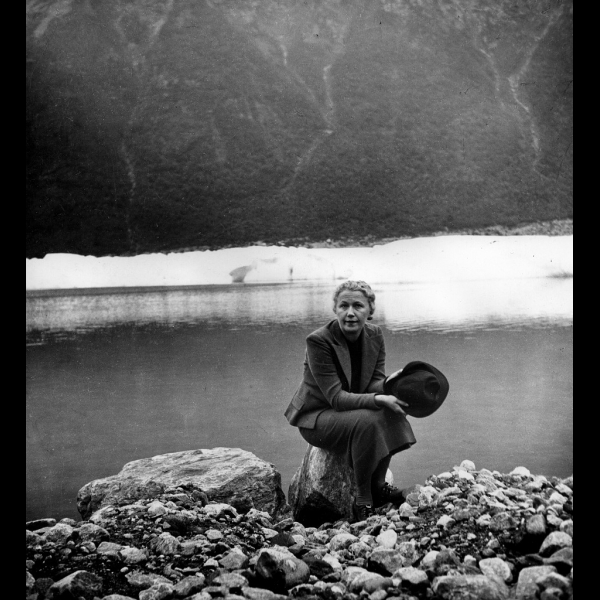
Olga Scheinpflugová in Norwegen, Foto von Karel Čapek

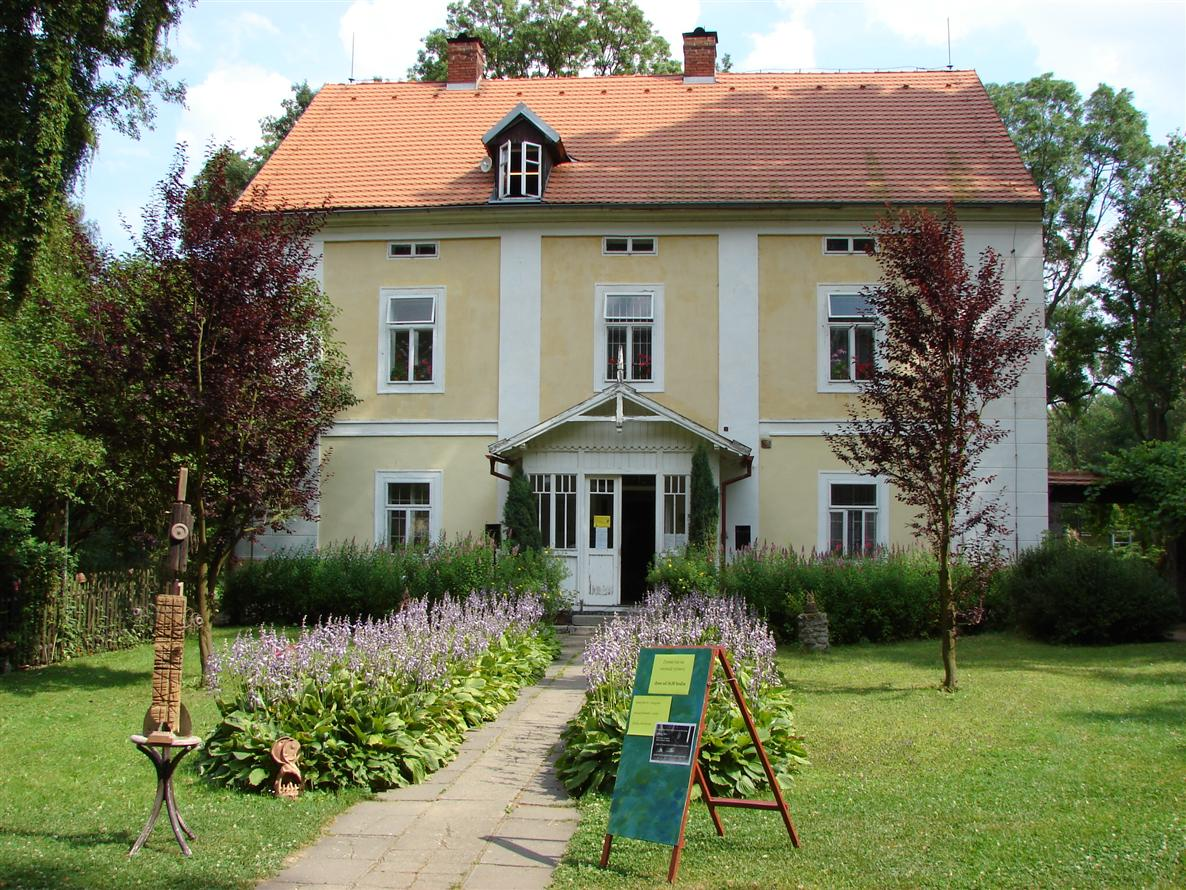
Čapeks letzter Wohnsitz am Strž

Čapek heiratete am 26. August 1935 nach 14 Jahren Bekanntschaft die Schauspielerin und Schriftstellerin Olga Scheinpflugová (1902–1968), eine Tochter des Schriftstellers und Journalisten Karel Scheinpflug. Von einer Hochzeit war ihm aufgrund seines schlechten Gesundheitszustands jahrelang abgeraten worden. Als Hochzeitsgeschenk erhielten die Eheleute vom Generaldirektor der Dobříšer Hüttenwerke Václav Palivec eine Villa am Teich Strž bei Stará Huť zur lebenslangen Nutzung. Die Villa wurde zu Čapeks letztem Hauptwohnsitz. Bei der Beseitigung von Hochwasserschäden am Strž zog sich Čapek eine Lungenentzündung zu, an der er verstarb. Am 29. Dezember 1938 wurde er auf dem Vyšehrader Friedhof beigesetzt.

## Schriftstellerische Arbeiten
Karel Čapek widmete sich einem breiten Arbeitsfeld: Realismus, Drama und Utopische Literatur. Sein Werk gilt als meisterhaftes Beispiel der tschechischen Sprache. Inhaltlich finden sich eine klare Beobachtungsgabe der menschlichen Gesellschaft sowie häufig ein satirischer, treffsicherer Humor. International ist Karel Čapek für seine Werke bekannt, die der Science-Fiction zugerechnet werden. Er steht darin Schriftstellern wie Aldous Huxley und George Orwell nahe.
Viele von Karel Čapeks Werken behandeln ethische Aspekte neuer Entwicklungen, wie sie in der ersten Hälfte des 20. Jahrhunderts absehbar waren. Beispiele sind die industrielle Massenproduktion, Massenvernichtungswaffen oder die Begegnung mit anderen Intelligenzen (Roboter in R.U.R., Amphibien in Der Krieg mit den Molchen). Der Roman Das Absolutum oder die Gottesfabrik zeichnet ein pessimistisches Bild vom Umgang der Menschen mit ungeahnten Möglichkeiten. Bei der Atomspaltung wird nebenbei das „Absolutum“ freigesetzt, die Essenz des Göttlichen. Seine Verfügbarkeit gibt der Menschheit theoretisch Zugang zu Utopia, doch Machtdenken und Selbstsucht führen zu Sektierertum und Missionsbewegungen sowie schließlich zu einem sinnlosen, weltweiten Krieg. Noch düsterer ist Krakatit (1924) mit seinem besessenen, an Dostojewski gemahnenden Helden, der das Zerstörungspotential der Atomkraft entfesselt.
In seinen Werken warnt Karel Čapek vor kommenden Katastrophen. Zudem sieht er die Macht der Diktaturen voraus, prangert die Übermacht von Industriekonzernen an und mahnt ganz allgemein einen Platz für den Einzelnen an. Ray Bradbury, Salman Rushdie und Brian Aldiss sowie Dan Simmons können zu den literarischen Erben Karel Čapeks gezählt werden.
Daneben verfasste Karel Čapek Detektivgeschichten, Romane, Märchen und Schauspiele; auch ein Buch zum Gartenbau stammt aus seiner Feder. Ein immer wiederkehrendes Thema ist die Frage „Was ist Wissen“, die insbesondere in Das Absolutum oder Die Gottesfabrik und in der Romantrilogie bestehend aus Hordubal, Ein Meteor und Ein gewöhnliches Leben beleuchtet wird.

## Politische Ansichten

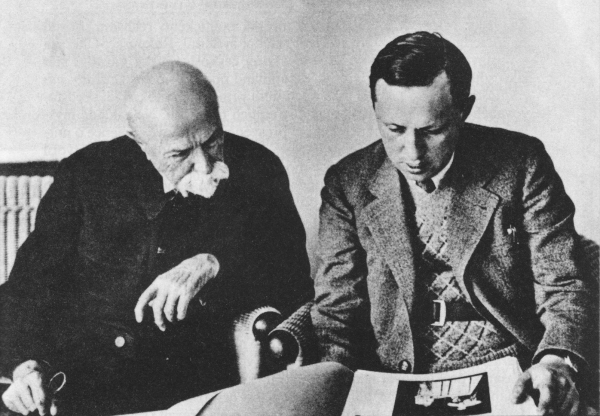
Tomáš Garrigue Masaryk (links) und Karel Čapek

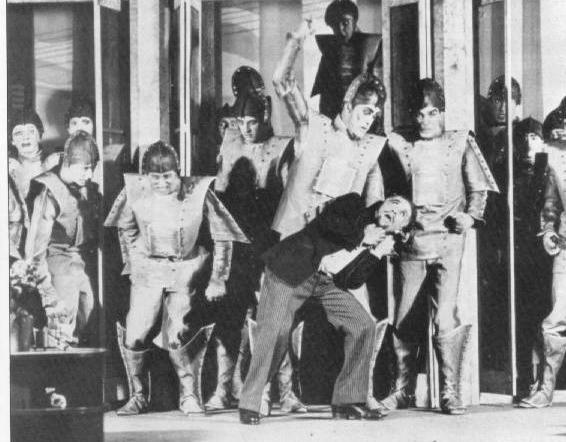
R.U.R.-Inszenierung (um 1935)

In den 1930er Jahren setzte Karel Čapek sein literarisches Talent ein, um vor der Bedrohung durch Nationalsozialismus und Faschismus zu warnen. Auch zum Kommunismus hielt er Abstand. Seine produktivste Schaffensperiode lag in der Zeit der Ersten Tschechoslowakischen Republik (1918–1938). Mit Präsident Masaryk verband ihn eine enge Freundschaft. Diese Beziehung zwischen Schriftsteller und Politiker hat Václav Havel inspiriert.
Im Drama Die weiße Krankheit zeigt er die Gefahr aufziehender totalitärer Regimes und ihrer Kriegsabsichten auf. Der „Marschall“, Hitler gemeint, wird dort zitiert: „So eine kleine Nation hat gar kein Recht auf Leben“.
Der Gestapo galt Čapek (nach dem Präsidenten Masaryk) als „Staatsfeind Nummer 2“, sein Bruder Josef Čapek, Maler und Schriftsteller, wurde bereits 1939 als einer der Ersten verhaftet, durchlitt die KZs in Dachau, Buchenwald und Sachsenhausen, bis er schließlich Anfang April 1945 im Konzentrationslager Bergen-Belsen an Fleckfieber starb.
Nach dem Februarumsturz 1948 tat sich das kommunistische Regime der Tschechoslowakei schwer, Karel Čapek anzuerkennen, da er nie von der Überlegenheit einer Diktatur des Proletariats gegenüber anderen Gesellschaftsformen überzeugt gewesen war. Zudem war er eine Symbolfigur der „bourgeoisen“ ersten Republik. Trotzdem wagte das Regime nicht, den weltweit bekannten Erfolgsautor und Antifaschisten ganz ins Abseits zu stellen. Ab 1954 erschienen Čapeks Werke in mehreren Auflagen in der Tschechoslowakei, übersetzt auch im Aufbau-Verlag in der DDR sowie in anderen Ländern des Ostblocks.

## Nachwirkung
Im Drama R.U.R. taucht erstmals der Begriff Roboter (robot) auf, der heute in zahlreichen Sprachen Verwendung findet. Das Wort wurde von Josef Čapek geprägt, der es aus dem westslawischen robota (Fronarbeit bzw. ursprünglich Arbeit allgemein) ableitete.
Der Asteroid (1931) Čapek trägt seinen Namen. In seinem letzten Wohnsitz bei Stará Huť befindet sich seit 1963 eine Gedenkstätte, in seinem Geburtsort Malé Svatoňovice ein Museum.
Seit 1994 wird der Karel-Čapek-Preis vergeben.

## Werke

### Prosa
- Zářivé hlubiny. 1916.
- Boží muka. Novellen. 1917. (dt. Gottesmarter. (Erster Teil), S. Fischer, Berlin 1918.[7] und Kreuzwege. (Zweiter Teil), Kurt Wolff, Leipzig 1919.[8] Übersetzung: Otto Pick.)
- Krakonošova zahrada. 1918.
- Kritika slov. 1918.
- Překřtění ulic. Prag 1918.
- Trapné povídky. 1921.
- Továrna na absolutno. Roman. 1922. (Dt. Das Absolutum oder die Gottesfabrik. 1924. Auch: Die Fabrik des Absoluten.)
- Krakatit. Roman. 1922. (Dt. 1949.)
- O nejbližších věcech. 1925.
- Skandální aféra Josefa Holouška. 1927.
- Povídky z druhé kapsy. 1929. (Dt. Aus der einen Tasche in die andere. 1936.)
- Zahradníkův rok. 1929. (Dt. Das Jahr des Gärtners. 1932.)
- Marsyas čili na okraj literatury. 1931.
- Apokryfy. 1932. (Dt. Wie in alten Zeiten. Das Buch der Apokryphen. 1958.)
- O věcech obecných čili Zoon politikon. 1932.
- Hordubal. Roman. 1933. (Dt. Hordubal. 1933.)
- Povětroň. Roman. 1934. (Dt. Der Meteor. 1980.)
- Obyčejný život. Roman. 1934. (Dt. Ein gewöhnliches Leben. 1980.)
- Válka s mloky. Roman. 1936. (Dt. Der Krieg mit den Molchen. 1937); Dramatisierung: Pavel Kohout, 1963; Der Krieg mit den Molchen,  ; aus dem Tschechischen von Eliška Glaserovà ; mit einem Nachwort von Marko Martin, Coesfeld : Elsinor, 2025, ISBN 978-3-942788-84-7
- První parta. Roman. 1937. (Dt. Die erste Kolonne. 1938.)
- Život a dílo skladatele Foltýna. Roman. 1939. (Dt. Leben und Werk des Komponisten Foltýn. 1954.)

### Dramen
- Lásky hra osudná. 1910
- Loupežník. Komödie 1920. (Dt. Der Räuber. 1934); Verfilmung 1931.
- R.U.R. (Rossumovi Universální Roboti) 1920 (Dt. v. Otto Pick: W.U.R. 1922.)
- Ze života hmyzu. 1921. (Aus dem Leben der Insekten.)
- Věc Makropulos. 1922. (Dt. Die Sache Makropulos, 1927); Vertonung von Leoš Janáček: Die Sache Makropulos. Oper. 1926; Verfilmung: Tschechoslowakei 1958 (TV)
- Adam stvořitel. 1927. (Dt. Adam der Schöpfer.  1967.)
- Bílá nemoc. 1937. (Dt. Die weiße Krankheit. 1937.); Verfilmung: Tschechoslowakei 1937 (Regie: Hugo Haas)
- Matka. 1938. (Dt. Die Mutter. 1957.)

### Reiseberichte
- Italské listy. 1923. (Dt. Was mir in Italien gefiel und nicht gefiel. 1961.)
- Anglické listy. 1924. (Dt. Seltsames England. 1936.)
- Výlet do Španěl. 1930. (Dt. Ausflug nach Spanien. 1961.)
- Obrázky z Holandska. 1932. (Dt. Liebenswertes Holland. 1957.)
- Cesta na sever. 1936. (Dt. Die Reise nach dem Norden. 1938.)
- Obrázky z domova. (Dt. Bilder aus der Heimat. 1955.)

### Kinderbücher

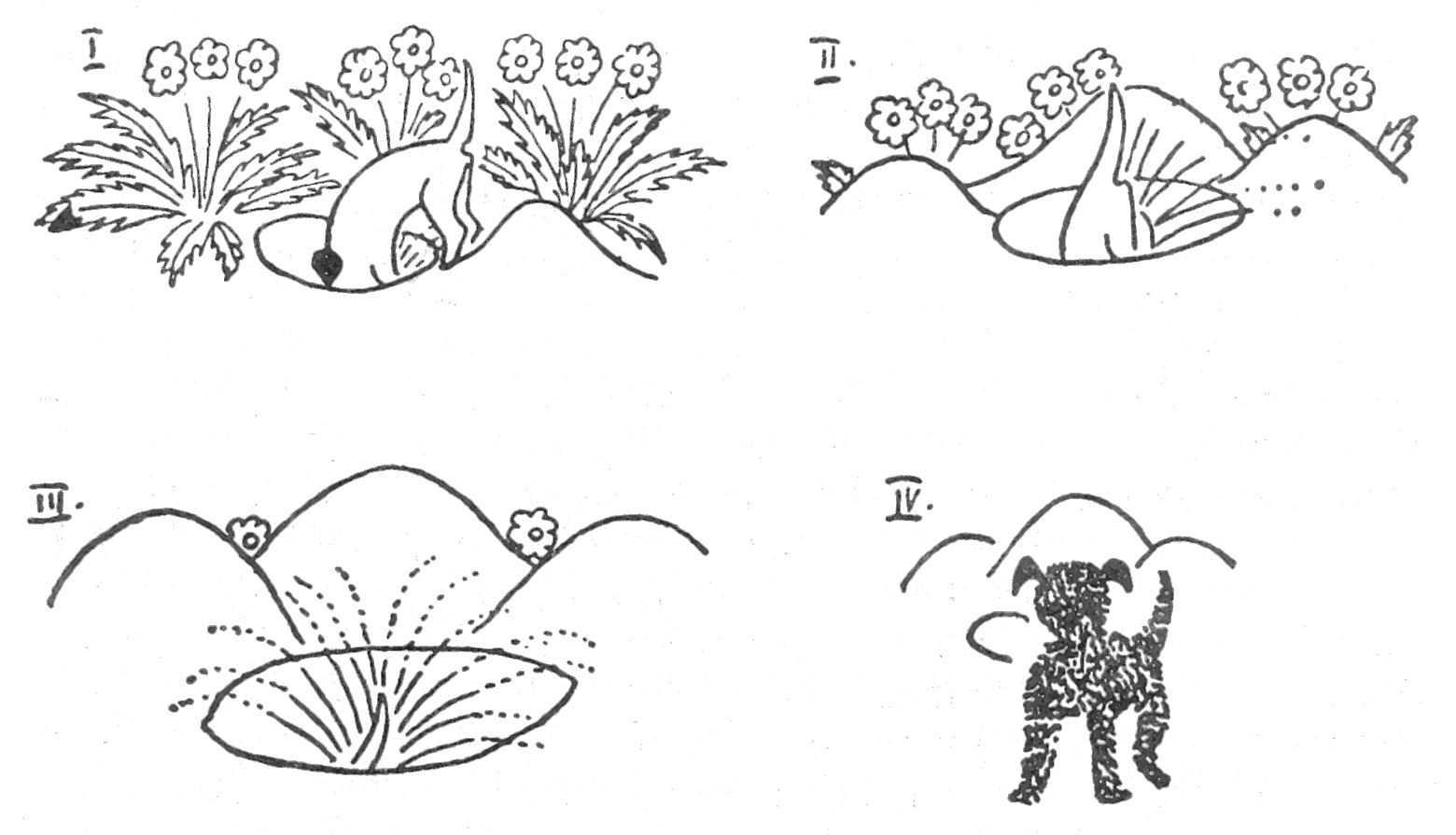
Illustrationen des Autors zu Dášeňka

- Devatero pohádek a ještě jedna od Josefa Čapka jako přívažek. 1932. (Dt. Doktoren, Katzen, Schwalben und Spatzen. 1933.)
- Dášeňka čili život štěněte. 1933. (Dt. Daschenka. Das Leben eines jungen Hundes. 1934.)

### Philosophische und politische Werke
- Pragmatismus čili Filosofie praktického života. 1918.
- Hovory s T. G. Masarykem auch Hovory s TGM. 3 Bde. 1928–1935 (Dt. u. a.: Masaryk erzählt sein Leben. Gespräche mit Karel Čapek. Büchergilde Gutenberg, Zürich 1934.)
- Mlčení s T. G. Masarykem. 1935. (Dt. Schweigen mit T. G. Masaryk. Vierter Band der ursprünglichen Trilogie, nachträgliche Fortsetzung von Hovory s T. G. Masarykem).

### Übersetzungen
- Francouzská poezie nové doby. 1920.

### Deutsche Ausgaben
- Gottesmarter. 1918; Kreuzwege. 1919; (Originaltitel: Boží muka.)
- Bruder Hyacinth. Der Spiegel in der Bar. 2 Prager Geschichten. 1927
- Wanderer in den Frühling. Zum 50. Geburtstag von Fráňa Šrámek, übersetzt von Otto Pick, eingeleitet von Karel Čapek. Khol, Prag 1927.
- Post, Polizei, Hunde und Räuberei. 1932; als Hörbuch, übersetzt und gelesen von Adam Hahne. Hoerbuchedition words and music, Berlin 2021, EAN 4066338402967.
- Wie ein Theaterstück entsteht (Originaltitel: Jak vzniká divadelní hra. Übersetzt von Otto Pick und Vincy Schwarz, illustriert von Josef Čapek). Cassirer, Berlin 1933; Unionsverlag, Zürich 2012, ISBN 978-3-293-00443-6.
- Daschenka oder Das Leben eines jungen Hundes. 1934; Neuausgabe (zuletzt): Überarbeitete Übersetzung aus dem Tschechisch von Otto Pick und Vincy Schwarz. Kiepenheuer und Witsch, Köln 1992, ISBN 3-462-02205-9 (= KiWi 288).
- Gespräche mit Masaryk (Originaltitel: Hovory s T. G. Masarykem. Übersetzt von Eckhard Thiele und Camill Hoffmann). DVA, Stuttgart / München 2001, ISBN 978-3-421-05240-7 (= Tschechische Bibliothek. Deutsche Erstausgabe: Büchergilde Gutenberg, Zürich 1934). online
- Der Krieg mit den Molchen (Originaltitel: Válka s mloky. Übersetzt von Julius Mader), Družstevni Práce Prag / Europa Verlag, Zürich 1937; NA: Aufbau Taschenbuch, Berlin 2009, ISBN 978-3-7466-6109-4.
- Vom Menschen (O lidech). 1944.
- Kalender. Von der wechselnden Fülle der wandernden Monate und von den Menschen, wie sie das Jahr erleben (Kalendář). 1945.
- Leben und Werk des Komponisten Foltyn, 1954
- Die erste Kolonne (První parta), Aufbau-Verlag 1954
- Das Jahr des Gärtners. 1957;  Mit Illustrationen von Josef Čapek, übersetzt von Grete Ebner-Eschenhayn,.Aufbau, Berlin 2010, ISBN 978-3-351-03306-4; NA: 2014, ISBN 978-3-351-03494-8; als Hörbuch, gelesen von Oliver Rohrbeck, übersetzt von Marcela Euler, Regie: Corinna Zimber (3 CDs, 184 Minuten). Audiobuch, Freiburg im Breisgau 2014, ISBN 978-3-89964-758-7.
- Meine Hunde, meine Katzen (Měl jsem psa a kočku). 1960.
- Märchen (Pohádky). 1960.
- Der gestohlene Kaktus. 1963.
- Das Absolutum. Verlag Das Neue Berlin, 1976.
- Reisebilder. Aufbau Verlag, Berlin / Weimar, 1978.
- Hordubal. Der Meteor. Ein gewöhnliches Leben. 1980.
- Krakatit. Ein klassischer Science-fiction-Roman. Verlag Das Neue Berlin, 1981.
- Fabeln und Kleingeschichten. Aufbau-Verlag, 1986.
- Wie in alten Zeiten. Das Buch der Apokryphen. Aufbau-Verlag, 1986.
- Bilder aus der Heimat. Aufbau-Verlag, 1988.
- Das Märchen vom Briefträger. Illustrationen von Josef Čapek (Originaltitel: Pohádka poštácká). LeiV, Leipzig 1990 / 2011, ISBN 978-3-89603-366-6.
- Der gestohlene Kaktus und andere Geschichten. tredition, Hamburg 2013, ISBN 978-3-8495-2943-7.
- Von Prometheus bis Napoleon: Apokryphen zur Geschichte (Originaltitel: Kniha apokryfu. Übersetzt von Edith Gaertnerova), Wado, Zürich 2007, ISBN 978-3-7286-0109-4.
- Die weiße Krankheit / R.U.R. Übersetzt von Joachim Mols. CreateSpace Independent Publishing Platform, ISBN 978-1-981177-37-0.
- mit Josef Čapek: In die Wolken geschrieben. Aphorismen – Fabeln – Parabeln. Herausgegeben und aus dem Tschechischen übersetzt von Hans-Horst Skupy. Edition Töpfl, Tiefenbach 2019, ISBN 978-3-942592-37-6.

## Adaptionen
Film

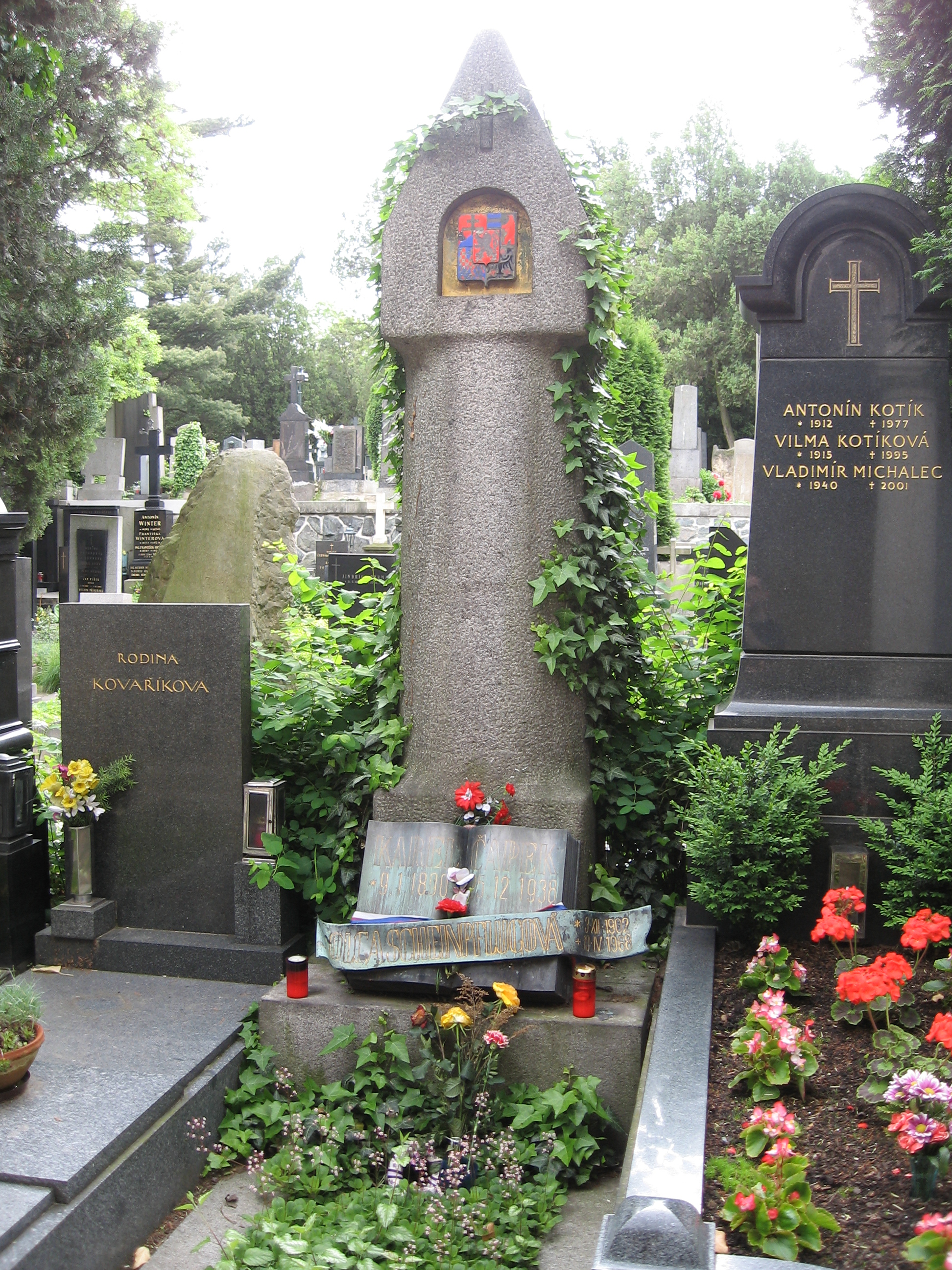
Grabmal Karel Čapeks und seiner Frau Olga Scheinpflugová auf dem Vyšehrader Friedhof

- 1935: Untergang der Sensation oder Jim Ripls Roboter (Gibel sensazii) – nach dem Roman R.U.R. – Regie: Alexander Andrijewski
- 1937: Die Hordubals (Hordubalove) – Regie: Mac Fric
- 1937: Die weiße Krankheit (Bílá nemoc) – Regie: Hugo Haas
- 1948: Krakatit – Regie: Otakar Vávra
- 1959: Alarm im Schacht (První parta) – nach dem Roman Die erste Kolonne – Regie: Otakar Vávra
- 1964/1965: Der Teppichsammler und der Heiratsschwindler (Cinta mani a Podvodník) – Regie: Jiří Krejčík
- 1973: Der Rekord – Regie: Guram Pataraja
- 1980: Dunkle Sonne (Krakatit,  Cerne Slunce bzw. Černé slunce) – Regie: Otakar Vávra[9]
- 1980: Hordubal – Regie: Václav Nývlt
- 1982: Flüchtige Begebenheiten (Plaché příběhy) – nach dem Erzählband Geschichten aus der einen oder anderen Tasche – Regie: Dobroslav Zborník, Tomáš Tintěra, Zdeněk Flídr
- 1983: Das Rezept ihrer Jugend (Recept jeho mladosti) – nach dem Drama Die Sache Makropulos – Regie: Jewgeni Ginsburg
- 2018: Hmyz – nach dem Drama Aus dem Leben der Insekten – Regie: Jan Švankmajer

Hörspiel
- 1961: Das Märchen vom Postboten – Regie: Fritz Göhler (Kinderhörspiel – Rundfunk der DDR), 37 Minuten
- 1978: R.U.R. – Rossums Universal Robots – Regie: Heiner Schmidt , BR/RIAS Berlin, 65 Minuten
- 1982: Der Krieg mit den Molchen – Regie: Jiří Horčička, Rundfunk der DDR, 104 Minuten
- 1985: Der Tod des Archimedes – Regie: Alexander Malachovsky, BR, 7 Minuten.